# Лутищенский сельский совет
Лутищенский сельский совет (укр. Лутищанська сільська рада) входит в состав Ахтырского района Сумской области Украины.
Административный центр сельского совета находится в 
с. Лутище.

## Населённые пункты совета
- с. Лутище
- с. Украинка